# 林君陞
林君陞為中國清朝武官官員，本籍福建。1750年（乾隆15年）奉旨接任李有用擔任台灣鎮總兵。是台灣清治時期此期間，受台灣道制約的台灣地區最高軍事首長。
| 前任： 李有用 | 台灣鎮總兵 1750年上任 | 繼任： 李有用 |